# 中臣印達神社
中臣印達神社（なかとみ いたてじんじゃ）は、兵庫県たつの市揖保町中臣に鎮座する神社。式内社のうち名神大社、旧県社、旧神饌幣帛料供進社。大字名の中臣（なかじん）に鎮座することから、地域では音読みのナカジン-インダツ神社と呼ばれる。式内社である阿波遅神社を合祀してる。

## 祭神
- 五十猛命

現在は、式内阿波遅神社の祭神である大鹿嶋神・大香山戸臣神を合祀する。

## 由緒
宝亀元年6月15日の創祀と伝えられ、延喜式の名神大社に列格するが、中古より両部神道のため修験者が社務に関与して社背の山上にあった十二所権現を本社に合祀した。近世に至るまで社名を蔵王権現と称し、明治10年10月10日願済の上創立当時の社名である中臣印達神社に復称する。同年同月、県社に列格する。

### 年表
宝亀元年(770年)6月15日 創祀
大同元年(806年) 中臣神に神封五戸
正徳3年(1713年) 3月造営
万延元年(1860年) 造営
明治10年(1877年)10月10日 中臣印達神社に復称
明治12年(1879年)5月15日 県社列格
大正5年(1916年)4月11日 神饌幣帛料供進社指定

## 境内
- 式内粒坐天照神社
- 厳島神社
- 天満神社
- 木種神社
- 薬司神社
- 弁財天

## 粒丘伝説と式内粒坐天照神社
播磨国風土記は、揖保郡揖保里の語源である「粒丘」の名は、『葦原志挙乎命が天日槍命と国の占有を争ってこの山に来て食事をした際、飯粒が落ちたことによる』と記している。この粒丘は中臣印達神社の背後の中臣山に比定されており、境内に式内粒坐天照神社が鎮座する。

## 式内社比定社としての中臣印達神社
揖東郡中陳村（たつの市揖保町中臣）に鎮座する当該神社を式内社としての中臣印達神社とする説、揖東郡奥佐見村（姫路市林田町八幡）の松尾山に鎮座する八幡神社を式内社としての中臣印達神社とする説、揖東郡宮内村（姫路市網干区宮内）に鎮座する魚吹八幡神社を式内社としての中臣印達神社とする説とがある。

## 式内阿波遅神社
阿波遅神社（あわちじんじゃ）は延喜式内社。兵庫県たつの市揖保町に鎮座する中臣印達神社に合祀されている。江戸時代には阿波庭神社と称していた。
中世以降、江戸時代中期までの間に中臣印達神社本殿に合祀されたとみられるが、『神祇志料』では夜比良神社に比定している。

## 交通
- JR姫新線 本竜野駅下車、タクシーで約10分
- JR山陽本線竜野駅下車、タクシーで約10分
- 国道2号太子竜野バイパス終点「西構交差点」より北へ5分

## 周辺
- クミアイ化学工業龍野工場
- ヒラキ株式会社龍野店